# خلانربروخ
خلانربروخ (به هلندی: Glanerbrug) یک روستا در هلند است که در انسخده واقع شده‌است. خلانربروخ ۱۶٬۷۴۰ نفر جمعیت دارد.